# Scolopsis aurata
Scolopsis aurata är en fiskart som först beskrevs av Park, 1797.  Scolopsis aurata ingår i släktet Scolopsis och familjen Nemipteridae. Inga underarter finns listade i Catalogue of Life.